# أليخاندرو أوريغون
اليخاندرو أوريغون روسوسAlejandro Obregón ؛ ولد في 4 يونيو 1920 -وتوفي في 11 أبريل 1992) وكان رساما كولومبيا، ومصور جدارية، ونحاتا ونقاشا.

## السيرة الذاتية
ولد في عام 1920 في برشلونة، إسبانيا، من أب كولومبي ووالدة الإسبانية، انتقل مع والديه في سن السادسة إلى بارانكويلا، كولومبيا.
في عام 1929 عاد مع عمته في برشلونة. سافر في شبابه عبر إسبانيا والمملكة المتحدة والولايات المتحدة. بعد أن عاش في فرنسا لمدة خمس سنوات، وعاد إلى كولومبيا واستقر في قرطاجنة حيث عمل مع غيليرمو ويدمان (Guillermo Wiedemann) وسانتياغو مارتينيز ديلغادو (Santiago Martínez Delgado) وإنريكي غراو (Enrique Grau)وريكاردو غوميز كامبوزانو (Ricardo Gómez Campuzano). بفضله، اكتسبت التعبيرية التصويرية طفرة كبيرة في كولومبيا من 1950.
في عام 1958 حصل على الجائزة الأولى في بينالي الأمريكي الإسباني في مدريد، وفي العقود التالية حصل على العديد من الجوائز، فضلا عن عدة أوسمة لعمله، ومن بينهم كروز دي رافائيل نونيز (Cruz de Rafael Núñez)، في كولومبيا. ومن بين أشهرها إنتاجها تشمل Máscaras ؛(1952)، Homenaje a Zurbarán ؛(1962)، Flora ؛(1966)، Anunciata en verde ؛(1970)، Sortilegio de luna؛(1985)، و La violencia،
العمل الذي فاز بالجائزة الوطنية للرسم في الصالون الوطني الخامس عشر للفنانين في كولومبيا Salón Nacional de Artistas de Colombia.
ورفض اليخاندرو اوريجون الأكاديمية وقال: «لا أؤمن بمدارس الرسم». أؤمن باللوحة الجيدة ولا شيء آخر الرسم هو تعبير الفردية وهناك ميول لشخصيات. «لقد أعجبت برسامين جدا، والاسبان وخصوصا، ولكن اعتقد ان لا شيء قد مارس تاثيرا حاسما علي تشكيلي».
تجربته كسائق شاحنه في شركات النفط التي افتتحت حديثا في سيلفا ديل كاتاتومبو، سيكون علامة علي انطباعاته عن الطبيعة وتصوره كمترجم لذلك. عازمه علي تكريس نفسه للرسم وليس الصناعية مثل والده، وقال انه بدأ دراسته في بوسطن.
ستجري محاولته الاولي في التشوه المكاني في سن 19 عاما مع عمل «اJarro azul». ومنذ ذلك الحين، وحتى العام 1947، فانه يعمل في استكشاف أنماط مختلفه، دون أن يشكل أي عمل ذا طابع شخصي.
سمعته كرسام معترف به في اسبانيا، مع اللوحات الزيتية مع Retrato de un pintor ؛(1943)، Autorretrato؛ (1943)،Retrato de Ilva؛ (1944) و El camión rojo ؛(1942). وفي نفس العام الذي يرسم فيه El camión rojo مره أخرى، فانه يكشف عن ان الأكاديميات لم تكن من ذوقه والعكس صحيح، لأنه طرد من مدرسه " Lotja" في برشلونة، الأمر الذي حفزه علي اتباع مهنته الفنية كمتعلم ذاتي.

## كولومبيا وأريغون

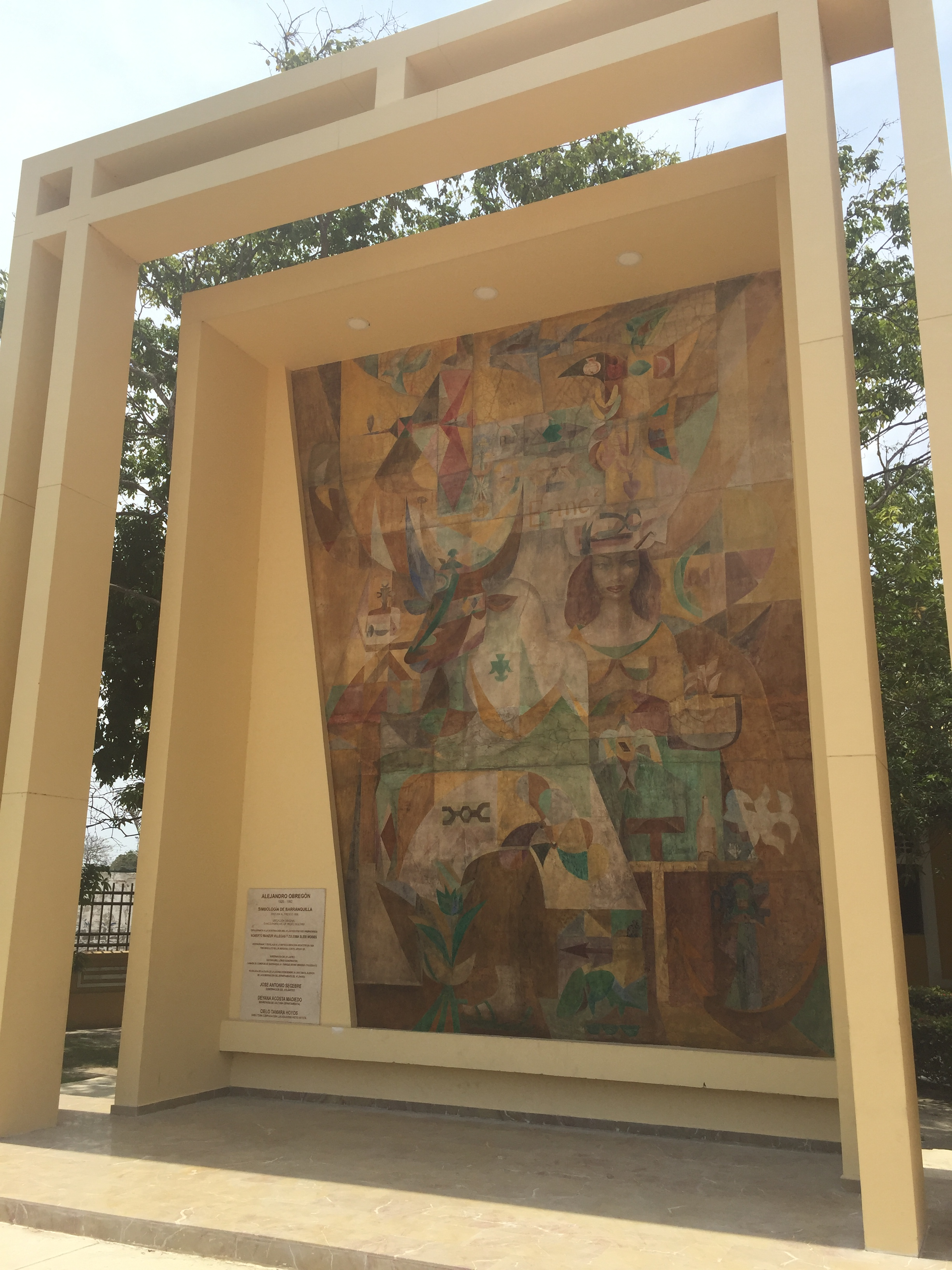
Simbología de Barranquilla

الفن الكولومبي التقى اليخاندرو أوريجون، وذلك بفضل مشاركته في الصالون الوطني الخامس للفنانين في كولومبيا في عام 1944 مع اللوحات الزيتية "صورة Retrato de un pintor"، و ""Niña con jarro" و ""Naturaleza muerta. وقد استقبلت أعماله أفضل انتقادات من الصحافة المحلية، التي من دون تردد، وصف عمله بأنه "تعبير رومانسي".
من 1944 أوريجون يبرز كرسام خاص للفن الكولومبي الحديث لأنه لا يقترح التباهي لعناصر الحداثة، مثل التقدم، أو عبادة التكنولوجيا أو الزخم للتعامل مع المواد الصناعية.
سعى أوريغون للطبيعة والثقافة الكولومبية كجزء أساسي من عمله.
في أعماله تنصهر عناصر مجردة وتصويرية، كوسيلة للثورة ضد التطرف الحداثي. في عمله، في أي وقت من الأوقات ينظر إلى التنصل من هذه الشخصية نفسها، ولكن إلى التشكيل الذي يعتبر سرد وحرفي؛ التي تمثل بدلا من التعبير أو الترميز.
وكان أوريغون في وقت لاحق له تأثير قوي من بيكاسو، كما حدث في عمله "Masacre del 10 de abril"، بعد رحلته إلى باريس، وقال انه سوف يترك فيه قلق الأشكال الهندسية.
في عام 1954 يلتقي الرسامة الإنجليزي Freda Sargent، وتزوجا في بنما. في نفس العام التقى الرسام الاسباني بابلو بيكاسو في باريس.

## النقد الاجتماعي والسياسي
واتسمت العديد من أعماله بنقد سياسي واجتماعي قوي. وكان الرسامون والنحاتون الجدد في ذلك الوقت أكثر التزاما بالقضايا الثقافية والبيئية من الاحداث السياسية. ان معاصري اوريغون كرسو أنفسهم لثورة الطبيعة الجمالية أو الشكلية، وليس للثورة السياسية.
ولكن في حاله هذا الفنان، بينما كان يعمل في الثورة الجمالية، قال انه دمجها مع واقع اللحظة. وهذا هو الحال في أعمال "El estudiante muerto"؛(1957)؛ و "Luto por un estudiante"؛ (1957)، الذي يلمح فيه إلى الاحداث التي وقعت في حكومة الجنرال غوستافو روخاس بينيلا. الدي مشهور كرمز لدكتاتوريه العسكرية Gustavo Rojas Pinilla.
الأعمال الأخرى التي يمكن تسليط الضوء عليها هي "Homenaje al cura Camilo"؛ (1968) و "Violencia"؛(1962)، وهي واحده من المعالم في تاريخ الفن الكولومبي الذي يظهر واحده من أكثر الفترات دموية في القرن العشرين في كولومبيا.
بعد السفر إلى أوروبا، دهب في 1958 إلى الولايات المتحدة حيث يبدا الاتصال مع التعبيرية التجريدية، وهي حركه من شانها ان تحول بالتاكيد عمله. عند عودته إلى كولومبيا يفتتح في يونيو 1958 اللوحة الجدارية "Homenaje al libro" في مكتبة لويس انخيل ارانغو من بوغوتا، في نفس العام يقدم معرضا افرديا حيث القاسم المشترك هو وجود كوندرز.
سحره بالطبيعة الكولومبية لا يزال مستمر في كل عمله. الكوندرز، الثيران، البركوداس، البحار، الحدائق، المناظر الطبيعية، الأسماك، النوارس، صور الريح، الشمس والغيوم، هي بعض العناصر الموجودة في أعماله، والتي اتخذت ابعاد رمزيه. هذه هي حاله كوندور واحده من أكثر الرموز المتكررة.
في هذا الجانب من عمله تبرز: “Pez Dorado؛(1947)، “Nube Gris ؛(1948)، Ganado ahogándose en el Magdalena ؛(1955)، "Cóndor de los Andes"؛(1959)، “Toro-Cóndor؛(1960)، من بين أعمال أخرى. في 1967 يحل محل مارتا ترابا في متحف الفن الحديث في بوغوتا، ولكن بعد ذلك سيسافر مره أخرى إلى الساحل الكاريبي. خلال هذه الفترة قدم بعض الجداريات، وعمل على عرض في نيويورك. في قرطاجنة عاش حتى وفاته في 1992. وقد دفن في ضريح عائلة اوريغون في المقبرة العالمية في بارانكيلا.

## أعماله

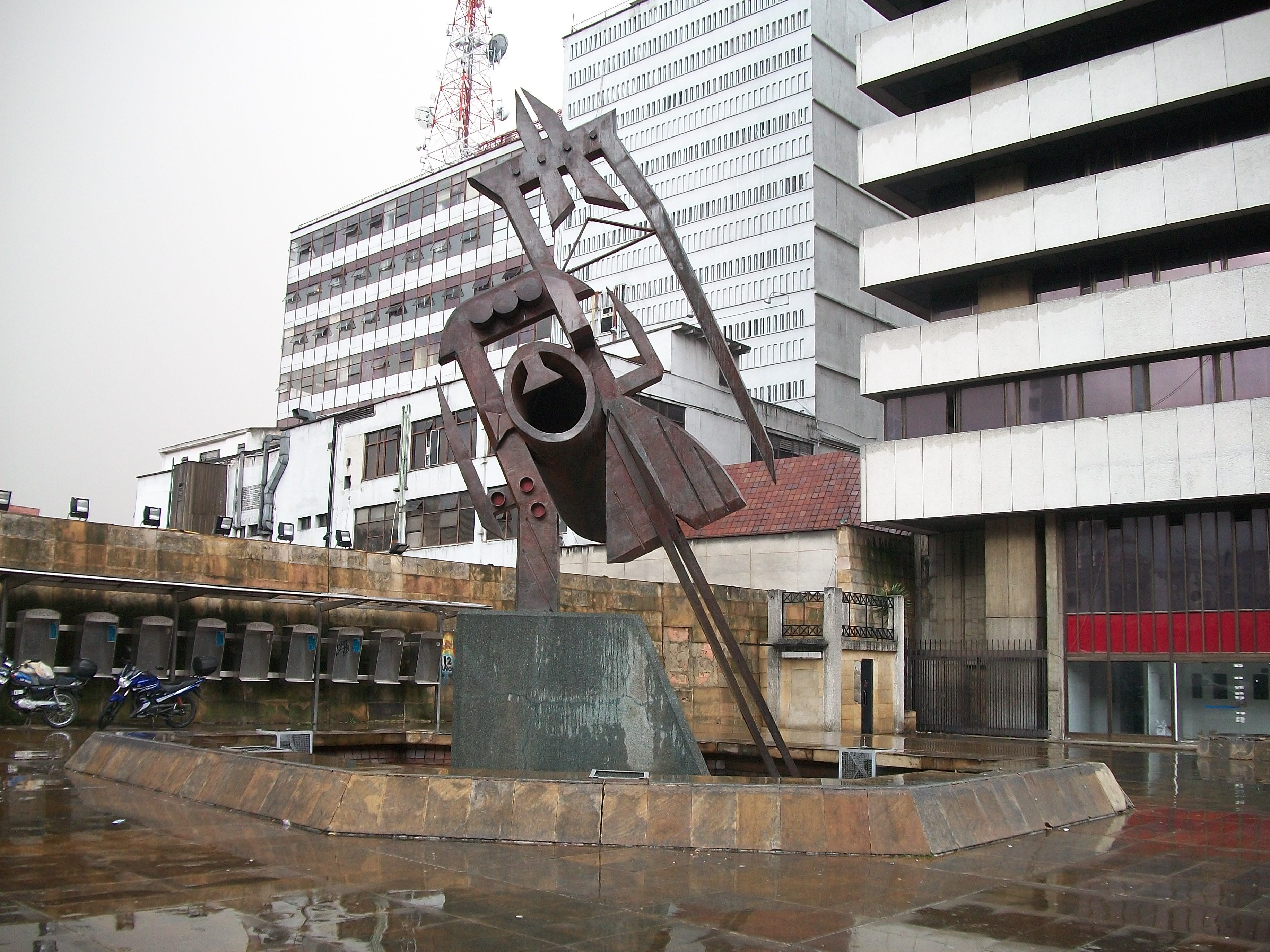
عمل الإفراج عن الموجة

"السمفونية من بارانكويلا (1956، "فتاه مع إبريق" و "لا تزال الحياة".وصف عمله بالرومانسي والسمك الذهبي سنة (1947)، وماشية الغرق، وكوندور دي لوس أندس (1959)...ومن عام 1944 ظهر كرسام خاص للفن الكولومبي الحديث وسعي اوريغون إلى الطبيعة والثقافة الكولومبيتين بوصفها الجزء المركزي من عمله وفي أعماله دمج العناصر التجريدية والتصويرية، كوسيلة للتمرد ضد المحدثين البروتستانتيين. في عمله، وكانت لأعمال أوريغون تأثير قوي من بيكاسو. وفي عام 1954 التقي بالرسام الإنكليزي فريدا سارجنت، وفي العام نفسه التقي في باريس الرسام الاسباني بابلو بيكاسو.
اتسمت العديد من أعمال اوبريجون بنقد سياسي واجتماعي قوي عكس من عاصره من فنانين الذين اهتمو باطابع الرسمي حيث من أعماله الإفراج عن الموجة؛ الطالب الميت سنة (1957) والحداد من قبل الطالب سنة (1957)، والتي يلمح فيها إلى الاحداث التي وقعت في حكومة الجنرال غوستافو روخاس بينيلا العسكرية.

## بعض أعماله
- Tierra, Mar, y Aire, 1957
- Estudiante Muerto, 1956
- Tropical Jardines, 1962
- Last Condor, 1965
- Torocondor

Approaching Cyclone, 1960
- Carnivorous Flowers
- Huesos de mis bestias: el alcatraz, 1966
- Cosas de Aire, 1970 ؛[3]